# Historia del uniforme del Deportivo Pereira
Desde sus inicios, en 1944, los colores que han identificado al club son el rojo y el amarillo, además del negro. Siempre se han mantenido los colores de la bandera de la ciudad de Pereira.

## Historia

### Inicios
La camiseta del Deportivo Pereira en un inicio y hasta 1950 fue totalmente amarilla, y la pantaloneta variaba entre los colores blanco, amarillo y rojo. De 1951 a 1959 se utilizaría el diseño de la bandera de Pereira en sentido vertical, para 1960 se utilizaría una camiseta roja que tiene dos líneas partiendo de los hombros hasta el pecho, formando una «V» de color amarillo.

Bandera de Pereira, de la cual se basan los colores principales del club.

### Debut de las rayas
Para 1961 se utilizaría por primera vez las rayas en el uniforme, siendo la base de la camiseta amarilla y las rayas rojas, manteniéndose la tendencia de uso de las rayas hasta 1966. de 1967 a 1970 se utilizaría una camiseta totalmente roja de local, y no sería sino hasta 1976 y 77 donde volverían a usar las rayas en el uniforme, durante este tiempo Suzuki se convertiría en su primer patrocinador, de 1978 a 1981.

### 1980
Por primera vez, Deportivo Pereira tendría un proveedor de uniforme, que este sería la empresa Cuervo en 1982.

## Evolución

### Local
| 1944-1950 | 1951-1959 | 1960 | 1961 | 1962-1963 | 1964-1966 | 1967-1970 | 1971 |

| 1972-1973 | 1974 | 1975 | 1976-1977 | 1978 | 1979 | 1980 | 1981 |

| 1982 | 1983 | 1984 | 1985 | 1986 | 1987 | 1988 | 1989 |

| 1990 | 1991 | 1992 | 1993 | 1994 | 1995 | 1996-1997 | 1998 |

| 1999 | 2000 | 2001 | 2002 | 2003 | 2004 | 2005 | 2006 |

| 2007 | 2008-1 | 2008-2 | 2009 | 2010 | 2011-1 | 2011-2 | 2012-1 |

| 2012-2 | 2013 | 2014-1 | 2014-2 | 2015 | 2016 | 2017 | 2018 |

| 2019 | 2020 | 2021 | 2022 | 2023 | 2024-1 | 2024-2 | 2025 |

### Visitante
| 2016 | 2017 | 2020 | 2021 | 2022 | 2023 | 2024 | 2025 |

### Tercer uniforme
| 2017 | 2020 | 2021 | 2022 | Final 2022 | Copa Libertadores 2023 | 2024 | 2025 |  |

## Proveedor y patrocinadores

### Indumentaria Deportiva
| Provedores y Patrocinadores |               | |
| Periodo                     | Proveedor     | Patrocinador |
| 1944-1977                   | Sin Proveedor | Sin Patrocinadores |
| 1978-1981                   | Sin Proveedor | Suzuki |
| 1982                        | Cuervo        | Risaralda Motor |
| 1983-1985                   | D´Leon        | Lotería de Risaralda |
| 1986                        | D´Leon        | Manzana Postobon |
| 1987                        | Torino        | Manzana Postobon |
| 1988                        | Torino        | Freskola |
| 1989                        | Comba         | Colombiana |
| 1990                        | Saeta         | Colombiana |
| 1991-1993                   | Comba         | Kosta Azul |
| 1994-1996                   | Comba         | Cerveza Poker |
| 1997-1998                   | Torino        | Cerveza Poker |
| 1999                        | Dakota        | Cerveza Poker |
| 2000                        | Dakota        | Cerveza Poker |
| 2001                        | Dakota        | Western Union |
| 2002                        | Patrick       | Western Union |
| 2003-2004                   | Patrick       | Telefónica de Pereira y Kosta Azul |
| 2005                        | Patrick       | Kosta Azul |
| 2006                        | Kappa         | Servicentro Aeropuerto, Suzuki y Kosta Azul |
| 2007                        | Kappa         | Kosta Azul |
| 2008                        | Patrick       | Aguardiente Cristal y Kosta Azul |
| 2009                        | Patrick       | Aguardiente Cristal, Kosta Azul y Energía de Pereira |
| 2010                        | Patrick       | Aguas y Aguas, Energía de Pereira y Kosta Azul |
| 2011                        | Patrick       | Publicar, Kosta Azul y UNE |
| 2012                        | Kimo          | Bodytech y Kosta Azul |
| 2013                        | Kimo          | Pereira 150 Años, Bodytech y Kosta Azul |
| 2014                        | Kimo          | Kosta Azul |
| 2015                        | Faby Sport    | Ainca Seguridad y Kosta Azul |
| 2016                        | Faby Sport    | Ainca Seguridad, Super Inter, Kosta Azul y Stopper |
| 2017                        | Faby Sport    | Ainca Seguridad, Indubolsas, Kosta Azul y Stopper |
| 2018                        | Oto           | Ainca Seguridad, Frisby, Indubolsas y Kosta Azul |
| 2019                        | Oto           | Ainca Seguridad, Frisby, Indubolsas, Betjuego, Apostar, Spinning Center Gym y Kosta Azul |
| 2020                        | Oto           | Frisby, Supergiros, Colanta, Betjuego, Kosta Azul, Ukumari, Ainca, Aguardiente Cristal |
| 2021                        | Oto           | Supergiros, Colanta, Wplay, Kosta Azul, Ukumarí, Aguardiente Cristal |
| 2022                        | Oto           | Supergiros, Colanta, Wplay, Ukumarí, Aguardiente Tapa Roja, Areandina, Panela El Trébol |
| 2023                        | Oto           | Supergiros, Energía de Pereira, Wplay, Ukumarí, Kosta Azul, Atesa de Occidente S.A., Visus Hotel Boutique & Spa, Vitasalata, Gobernación de Risaralda, Alcaldía de Pereira |
| 2024                        | Oto           | Rivalo Apuestas, Energía de Pereira, Ukumarí, Kosta Azul, Atesa de Occcidente S.A.S. E.S.P., Visus Hotel Boutique & Spa, Vitasalata, Gobernación de Risaralda, Alcaldía de Pereira, Aguas y aguas de Pereira, Expertos en Pensiones, PARE Publicidad, Electrolit, Proyectos y Soluciones T.I Digitalgraf Publicidad S.A.S., Smart Game Publicidad y Marketing Deportivo |
| 2025-I                      |               | Rivalo Apuestas, Energía de Pereira, Aeropuerto Internacional Matecaña, Kosta Azul, Atesa de Occcidente S.A.S. E.S.P., Visus Hotel Boutique & Spa, Vitasalata, Gobernación de Risaralda, Alcaldía de Pereira, Aguas y aguas de Pereira, Expertos en Pensiones, PARE Publicidad, Electrolit, Agua River, Golty                                                           |

- Datos: Q109312219